# Pieńki Okopne
Pieńki Okopne – wieś w Polsce położona w województwie podlaskim, w powiecie łomżyńskim, w gminie Przytuły.
Nazwa oboczna: Pieńki-Grodzisko.

## Historia
W latach 1921–1939 wieś leżała w województwie białostockim, w powiecie kolneńskim (od 1932 w powiecie łomżyńskim), w gminie Przytuły.
Według Powszechnego Spisu Ludności z 1921 roku zamieszkiwały tu 62 osoby w 11 budynkach mieszkalnych. Miejscowość należała do miejscowej parafii rzymskokatolickiej w m. Przytuły. Podlegała pod Sąd Grodzki w Stawiskach i Okręgowy w Łomży; właściwy urząd pocztowy mieścił się w m. Jedwabne.
W latach 1975–1998 miejscowość należała administracyjnie do województwa łomżyńskiego.

## Grodzisko

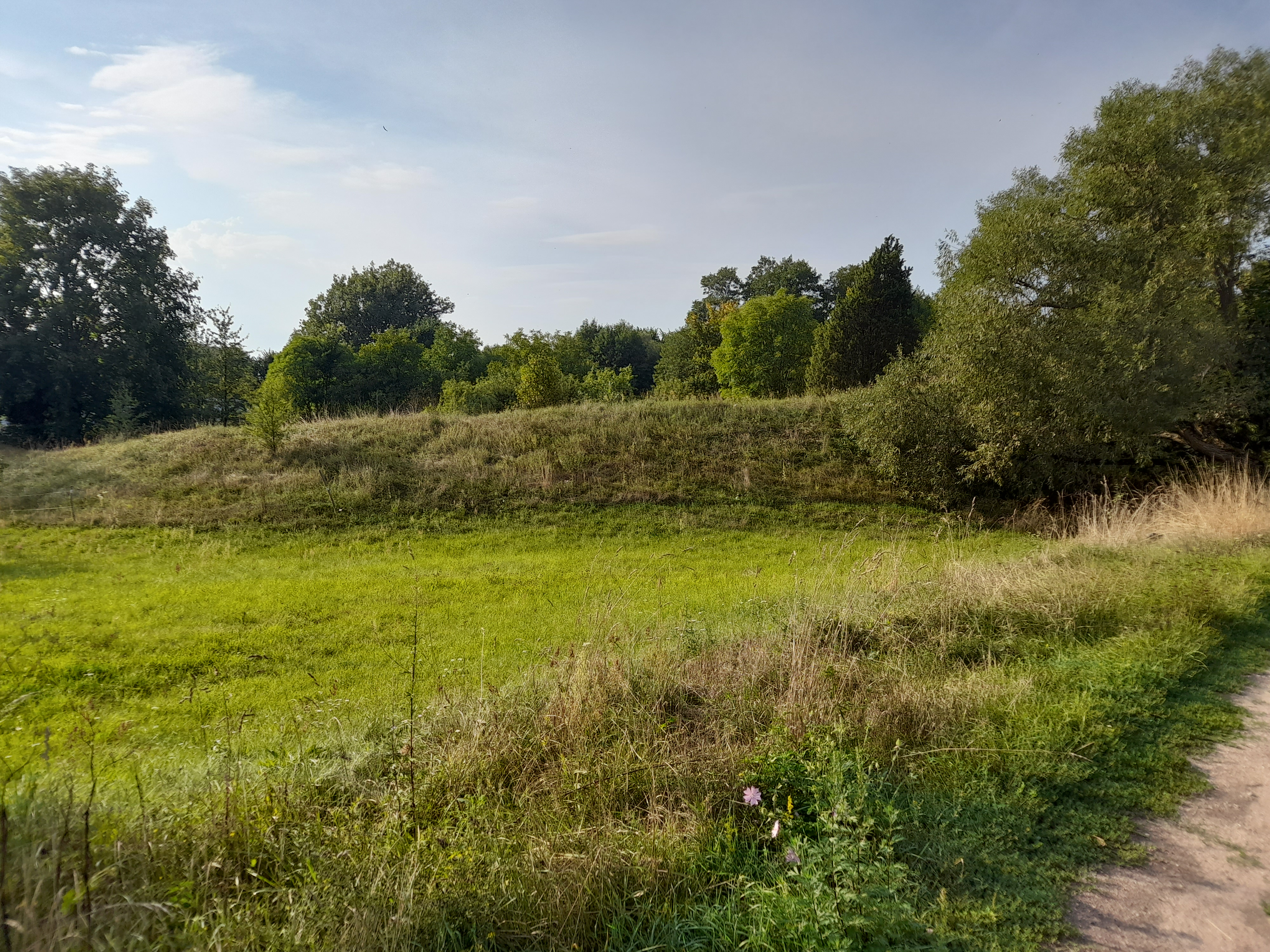
Grodzisko widoczne z drogi
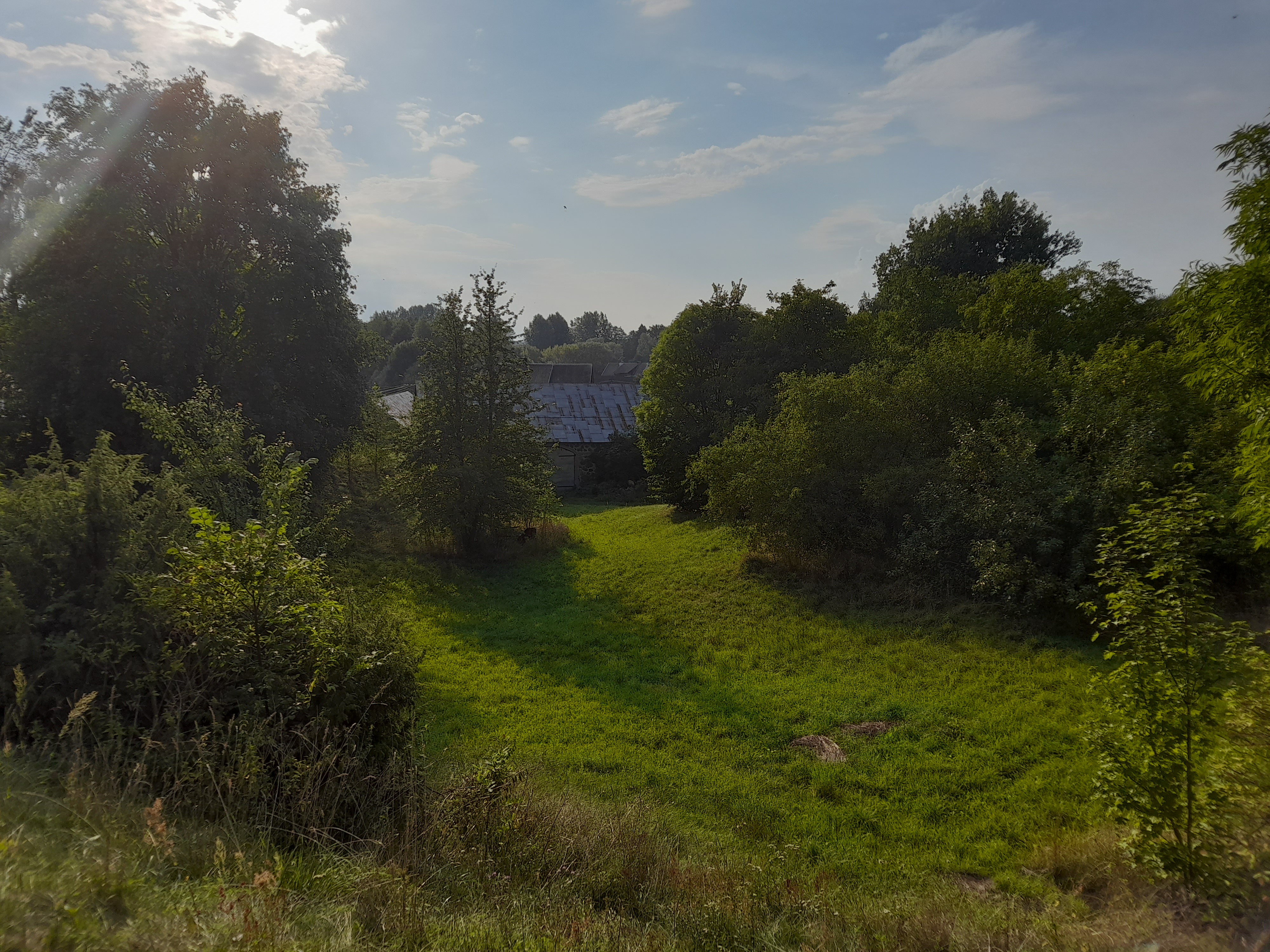
Widok z grodziska na wieś

Przy drodze z Wag do Łoi-Awissa znajdują się pozostałości po średniowiecznym grodzisku oraz cmentarzysko wczesnośredniowieczne z grobami w obudowach kamiennych. Grodzisko najprawdopodobniej funkcjonowało pomiędzy XII a XIII wiekiem, zaś dziś nie ma pewności odnośnie jego funkcji. 
W 1979 roku na grodzisku założono 3 wykopy sondażowe. W trakcie badań dotarto do ceramiki. Obecnie po grodzisku została jedynie część wału z piasku i gliny. Zachodnia część została zburzona i w jej miejsce istnieje dziś gospodarstwo.